# Свободненское сельское поселение (Калининградская область)
Свобо́дненское се́льское поселе́ние — упразднённое муниципальное образование в составе Черняховского района Калининградской области. Административный центр поселения — посёлок Свобода.

## География
Площадь поселения составляет 31270 га.

## История
Свободненское сельское поселение образовано 30 июня 2008 года в соответствии с Законом Калининградской области № 262. В его состав вошли территории Бережковского, Краснополянского и Свободненского сельских округов.
1 января 2016 года законом Калининградской области от 21 октября 2015 года все муниципальные образования Черняховского муниципального района преобразованы в Черняховский городской округ.

## Население
| 2002 | 2010  | 2012  | 2013  | 2014  | 2015  | 2016  |
| ---- | ----- | ----- | ----- | ----- | ----- | ----- |
| 1493 | ↗4397 | ↘4379 | ↘4342 | ↘4303 | ↗4305 | ↘4294 |

## Состав сельского поселения
В состав сельского поселения входят 35 населённых пунктов
- Бережковское (посёлок) — 194[5]
- Большевское (посёлок) — 16[5]
- Бочаги (посёлок) — 20[5]
- Вершинино (посёлок) — 28[5]
- Весёловка (посёлок) — 269[5]
- Володаровка (посёлок) — 327[5]
- Долинино (посёлок) — 20[5]
- Заовражное (посёлок) — 302[5]
- Заречье (посёлок) — 34[5]
- Зарубино (посёлок) — 10[5]
- Заря (посёлок) — 14[5]
- Зеленцово (посёлок) — 102[5]
- Зелёный Бор (посёлок) — 87[5]
- Капустино (посёлок) — 16[5]
- Краснополянское (посёлок) — 435[5]
- Лесное (посёлок) — 79[5]
- Междуречье (посёлок) — 559[5]
- Междуречье (станция) — 53[5]
- Осиновка (посёлок) — 18[5]
- Отрадное (посёлок) — 12[5]
- Пастухово (посёлок) — 20[5]
- Пеньки (посёлок) — 274[5]
- Перелески (посёлок) — 0[5]
- Подгорное (посёлок) — 157[5]
- Привалово (посёлок) — 59[5]
- Пушкарёво (посёлок) — 194[5]
- Родниково (посёлок) — 26[5]
- Свобода (посёлок, административный центр) — 462[5]
- Сенцово (посёлок) — 74[5]
- Степное (посёлок) — 33[5]
- Тельманово (посёлок) — 155[5]
- Трехдворка (посёлок) — 24[5]
- Угрюмово (посёлок) — 165[5]
- Ушаково (посёлок) — 156[5]
- Шлюзное (посёлок) — 3[5]

## Русская православная церковь
- Храм Святых Петра и Февронии в посёлке Свобода

## Достопримечательности
- Братская могила 109 советских воинов, погибших в январе 1945 года в посёлке Свобода. Памятник создан в 1985 году на средства совхоза и местных жителей. В 2003 году произведены ремонтно-реставрационные работы[10].